# Luzonichthys
Luzonichthys is een geslacht van straalvinnige vissen uit de familie van de zaag- of zeebaarzen (Serranidae). Het geslacht is voor het eerst wetenschappelijk beschreven in 1936 door Herre.

## Soorten
- Luzonichthys earlei Randall, 1981
- Luzonichthys microlepis (Smith, 1955)
- Luzonichthys taeniatus Randall & McCosker, 1992
- Luzonichthys waitei (Fowler, 1931)
- Luzonichthys whitleyi (Smith, 1955)
- Luzonichthys williamsi Randall & McCosker, 1992